# Elektrovisserij

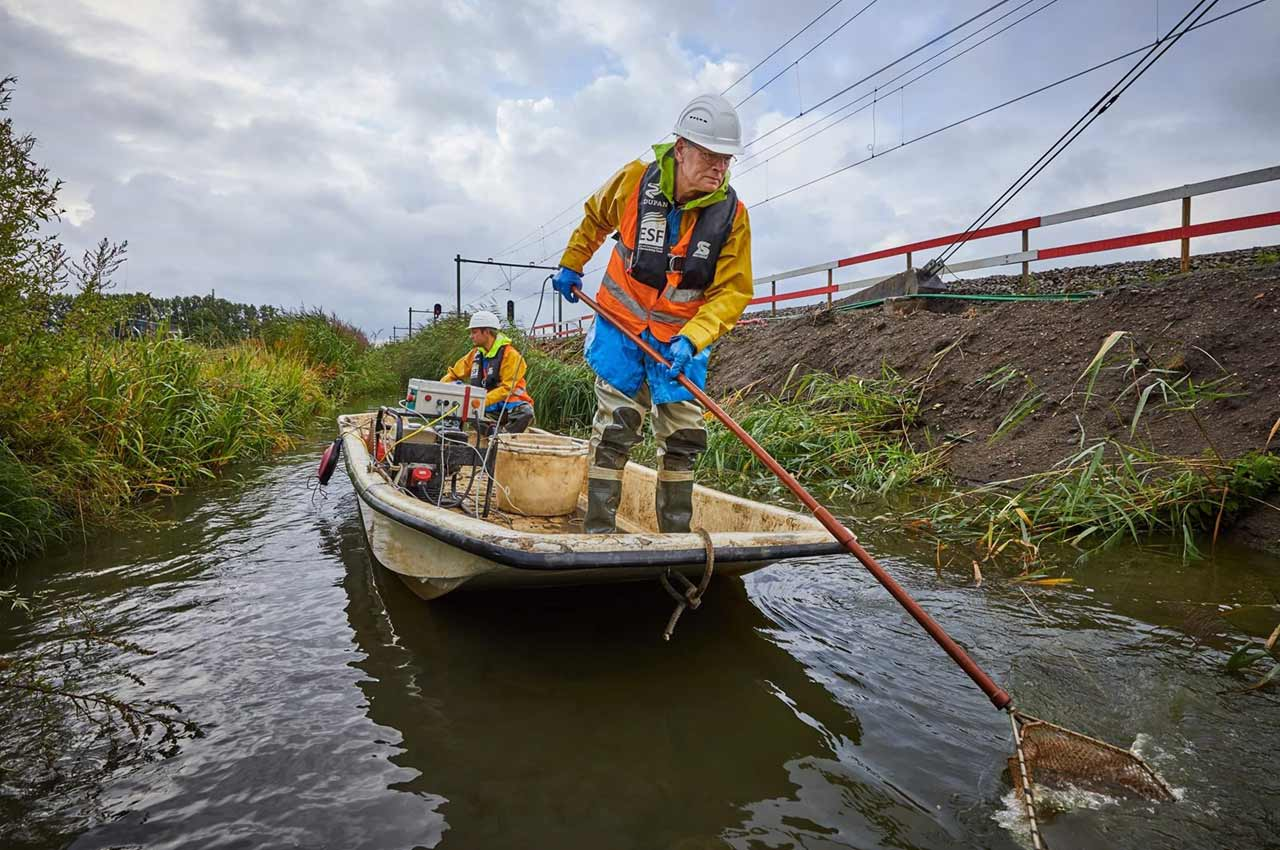
Elektrovisserij met stroomaggregaat, 'losse' regelkast en schepnet als anode

Elektrovisserij is visvangtechniek waarbij een elektrische stroom door het water wordt gevoerd. Vissen raken daardoor gedesoriënteerd en zwemmen zo in een gedwongen zwembeweging (galvanotaxis) naar de anode. Ze kunnen zo gemakkelijk worden verzameld met een schepnet. Omdat onoordeelkundig gebruik van elektrovisapparatuur voor vissen en mensen grote risico's met zich meebrengt, is elektrovisserij aan regels gebonden.

## Ontstaan en voornaamste gebruik
Dat men elektrische stroom kan gebruiken om te vissen werd in 1910 ontdekt toen in Duitsland per ongeluk een (110 volt) elektriciteitsleiding brak en in het water terechtkwam. De ontwikkeling van praktisch bruikbare apparatuur kwam pas na 1948 goed op gang.
Elektrovisserij is een alternatief wanneer niet of niet effectief met netten kan worden gevist, bijvoorbeeld voor het bevissen van kleine of ondiepe wateren met veel waterplanten/ obstakels, paaigronden of habitat die niet mogen worden verstoord of vissoorten die zich moeilijk laten vangen met netten.
Elektrovisserij wordt overal ter wereld toegepast. In Nederland ten behoeve van visbestandopnames in het kader van de Kaderrichtlijn Water (KRW), aquatisch ecologisch onderzoek, visverplaatsing bij infrastructurele werkzaamheden, visstandbeheer en door de beroepsvisserij (consumptievis).

## Principe
Tussen een anode en kathode wordt een elektrisch stroomveld in het water opgewekt. Elektrische stroompjes stimuleren de zintuigzenuwen van de vissen die zich in het stroomveld bevinden en de daaropvolgende reflexen vanuit de hersenen zet via de motorische zenuwen de gedwongen zwembeweging, de galvanotaxis, naar de anode (het schepnet) in gang. In plaats van vluchten zwemmen de vissen willoos tot op de anode waarna zij geschept kunnen worden.
Wanneer vissen verkrampt (tetanos) of bewusteloos raken is het elektrische stroomveld te sterk. Het is de kunst om de stroomsterkte zo af te regelen dat zij slechts worden gedirigeerd en in een goede conditie op de anode af komen zwemmen. De vissen dienen, zelfs na determinatie, weging en meting, geen enkele schade op te hebben gelopen en weer vlot weg te kunnen zwemmen na hun vrijlating.
Grofweg zijn er twee methoden:
- Vanuit een boot, waarbij een stroomaggregaat of - in zeldzame gevallen - een accubatterij de benodigde energie levert. Een controlbox zet deze om in een geschikte elektrische visstroom. De elektroden , de anode en kathode, worden met stroomdraden elektrisch verbonden met de controlbox. De anode bestaat uit een schepnet met een metalen beugel en niet-geleidende steel. Dit anodeschepnet wordt door de visser gehanteerd. De anode kan ook bestaan uit een rij verticaal in het water hangende rvs-draden, voor de boeg van de boot. De visser kan dan met een gewoon schepnet de vissen verzamelen. Deze methode wordt in Nederland niet of nauwelijks toegepast. De kathode bestaat uit een stuk metaal, meestal van rvs, dat op enige afstand van het anodeschepnet aan de boot in het water wordt gehangen.
- Wadend of lopend met een draagbaar apparaat. De energie wordt geleverd door een accupack. De controlbox zet deze energie om in specifieke visstroom. Het anodeschepnet heeft een corrosievaste metalen (rvs) beugel en is relatief licht uitgevoerd. De kathode bestaat uit koperlitze dat de visser door het water meesleept.

### Afbeeldingen

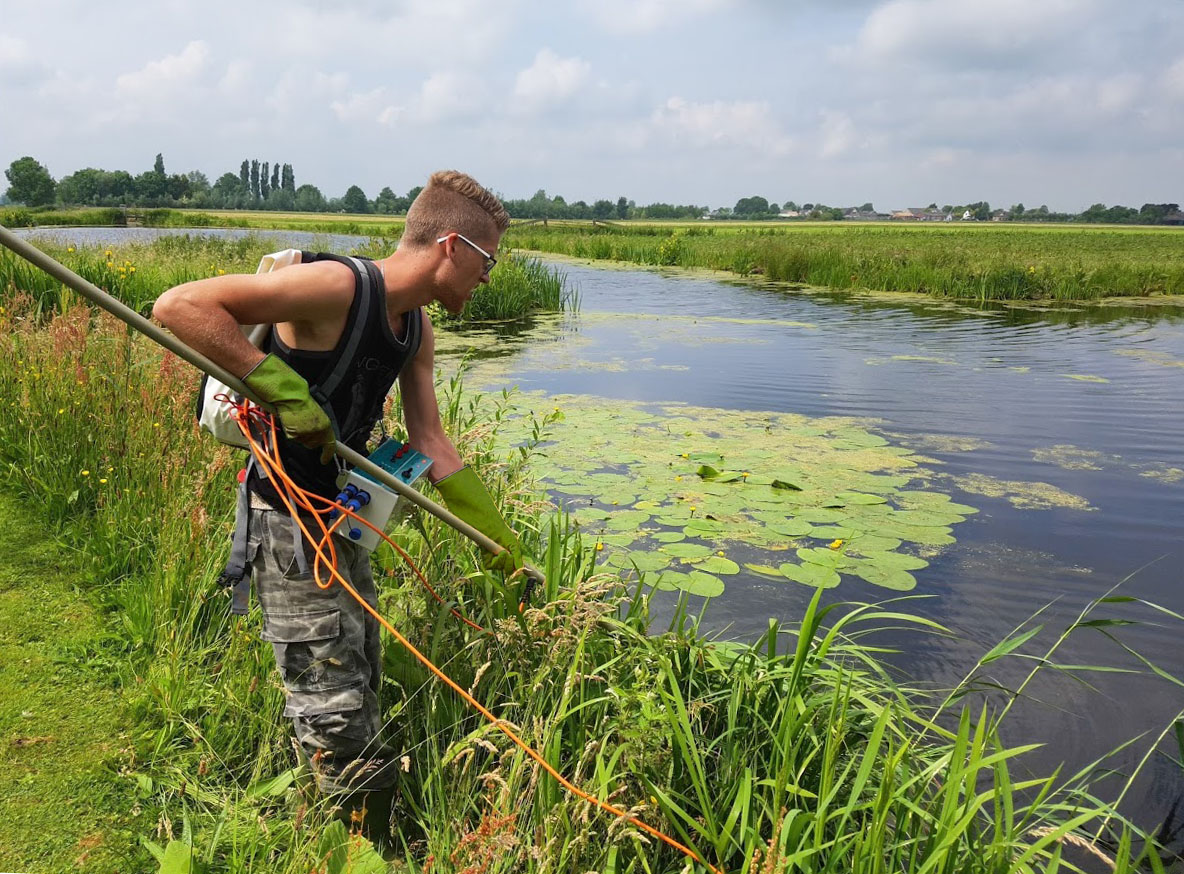
Visonderzoek met draagbaar accu-elektrovisapparaat
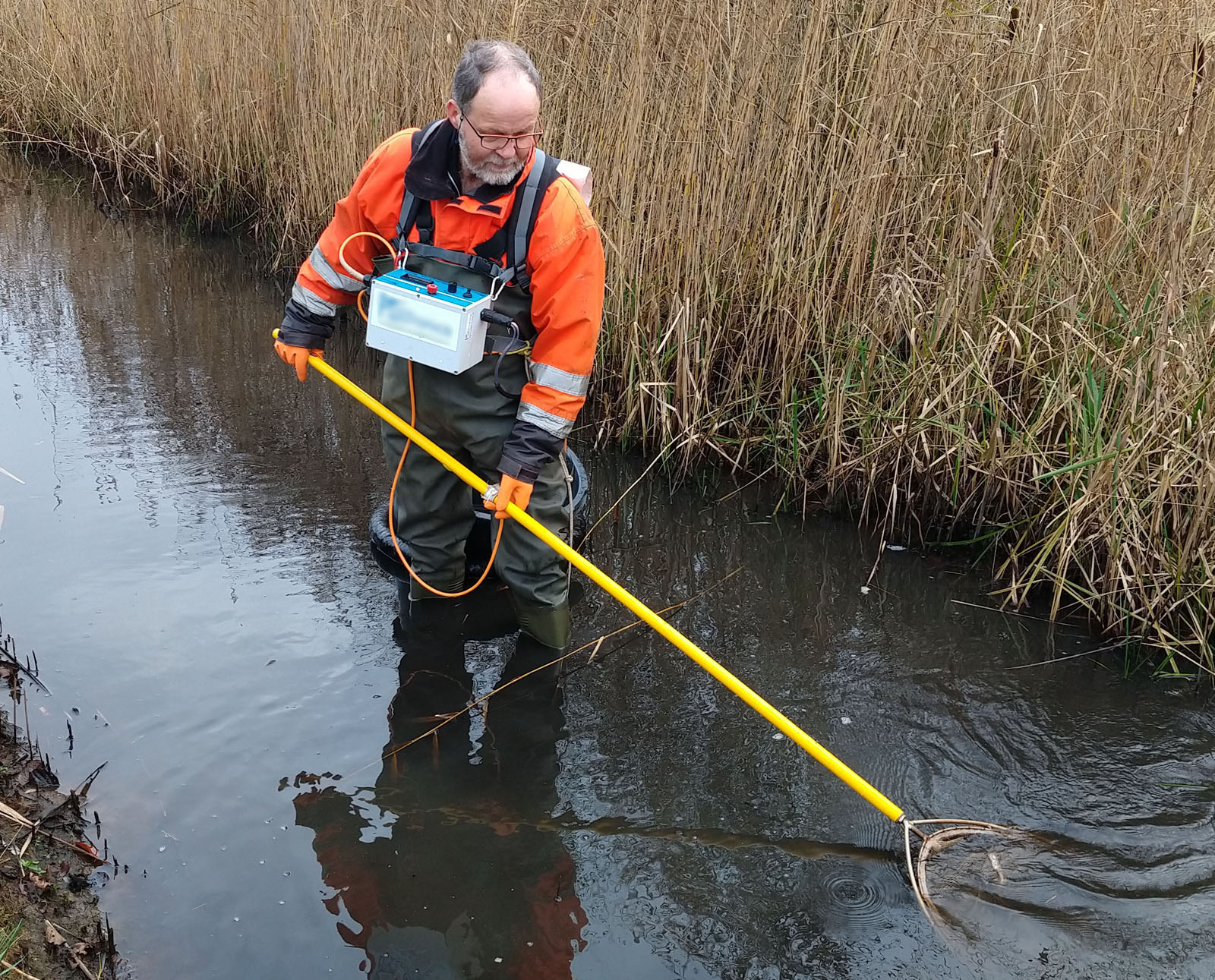
Elektrisch vis wegvangen en verplaatsen in verband met werkzaamheden

## Ontheffing en vergunning (Nederland)
Voor het hanteren van beroepsvistuigen, waaronder elektrovisapparatuur, zijn een ontheffing van de Rijksdienst voor Ondernemend Nederland (RVO, afdeling Vergunningen en Handhaving) en toestemming van de hoofdvisrechthebbende van het te bevissen water noodzakelijk. Onder zeer uitzonderlijke omstandigheden - ten behoeve van het redden van vissen bij zuurstofgebrek, droogval en andere calamiteiten - is voor het gebruik van elektrovisapparatuur geen ontheffing van het RVO vereist.
Hoewel de visser niet meer in het bezit hoeft te zijn van een certificaat van onderricht en deugdelijkheid van het elektrovisapparaat is hij/ zij nog wel verantwoordelijk voor een zo veilig mogelijk gebruik en periodiek onderhoud van de elektrovisuitrusting.

## Pulskor, elektrokuil en pulsdraden
Bij de pulskorvisserij op zee werd gebruik gemaakt van elektrische stroompulsen. De pulskorvisserij op zee werd in 2021 in en door de EU na jaren onderzoeksvisserij door vooral Nederlandse trawlers verboden.
Elektrokuilvisserij berust op eenzelfde principe maar wijkt wat betreft de aard van pulsen, constructie en toepassingsgebied af van de pulskor. De elektrokuil kan worden ingezet ten behoeve van visonderzoek op de zoete Nederlandse binnenwateren. De regelgeving hiervoor valt buiten de EU-invloedssfeer. Bij de pulsdradenvisserij worden rvs draden als anode in een rij loodrecht in het water gehangen. Zo kan een veel breder gebied en effectiever worden bevist dan bij het hanteren van een of meerdere anodeschepnetten. De pulsen zijn van dien aard dat ze vissen doen aantrekken (galvanotaxis) in plaats van verkrampen. Deze methode is ook selectiever voor bepaalde vissoorten.
Pulskor-, elektrokuil- en pulsdradenvisserij worden duurzame vormen van visserij genoemd omdat de bodemstructuur en het bodemleven nauwelijks worden verstoord. Bij de pulskor en elektrokuil is minder brandstof nodig voor het voorttrekken van het net.